# Чемпіонат Туру WTA 1991
Virginia Slims Championships 1991 тенісний турнір, що проходив на закритих кортах з килимовим покриттям у Медісон-сквер-гарден у Нью-Йорку США з 18 до 24 листопада 1991 року.

## Фінальна частина

### Одиночний розряд
Моніка Селеш —  Мартіна Навратілова 6–4, 3–6, 7–5, 6–0

### Парний розряд
Мартіна Навратілова /  Пем Шрайвер —  Джиджі Фернандес /  Яна Новотна 4–6, 7–5, 6–4

## Нотатки
1. ↑  зокрема 2 млн. доларів бонусних накопичень.[1]